# Vlag van Vilnius (district)

Vlag van Vilnius

De vlag van Vilnius, een district van Litouwen, bestaat net als alle negen andere Litouwse districtsvlaggen uit een egaal veld met daarin een regionaal symbool, omringd door een blauwe rand met daarin tien gouden Vytiskruizen. De kruizen verwijzen naar de tien Litouwse districten en hun positie binnen Litouwen. De vlag is, net als alle andere districtsvlaggen, vastgelegd door de Heraldische Commissie van het Ministerie van Binnenlandse Zaken; dit gebeurde in 2004.
Het regionale embleem in het midden van de vlag is een rood veld, een zilveren ruiter in harnas met een zilveren speer met gouden punt in zijn opgeheven rechterhand en een blauw schild met een gouden dubbel kruis in zijn linkerhand, gezeten op een zwart paard met blauw zadel, hoofdstel, harnas en goud stijgbeugels, hoeven en sporen.